# Dicranomyia (Dicranomyia) nigritorus
Dicranomyia (Dicranomyia) nigritorus is een tweevleugelige uit de familie steltmuggen (Limoniidae). De soort komt voor in het Palearctisch gebied.